# Michel Guéguen
Pour les articles homonymes, voir Guéguen.
Michel Guéguen, né le 27 février 1951, est un pentathlonien français. Il est le frère de Raoul-Pierre Guéguen.
Il participe aux Jeux olympiques d'été de 1972 à Munich, terminant 10e de l'épreuve individuelle et 9e de l'épreuve par équipes, ainsi qu'aux Jeux olympiques d'été de 1976 à Montréal, terminant 33e de l'épreuve individuelle et 9e de l'épreuve par équipes.
Il est sacré champion de France junior en 1968 et champion de France senior en 1971.